# 高黎贡山凤仙花
高黎贡山凤仙花（学名：Impatiens chimiliensis）为凤仙花科凤仙花属的植物。分布于缅甸以及中国大陆的云南等地，生长于海拔3,200米的地区，见于灌丛边阴湿炸以及溪边，目前尚未由人工引种栽培。